# Roba da ricchi
Pour plus de détails, voir Fiche technique et Distribution.
Roba da ricchi (traduction : Trucs de riches) est un film italien réalisé par Sergio Corbucci et sorti en 1987.

## Synopsis
Les trois histoires se passent à Monte Carlo.
Attilio Carbone, un assureur ringard, est séduit par la plantureuse Dora qui le convainc de faire souscrire à son mari une police d’assurance puis de le tuer pour empocher l'argent. Mais la femme est de mèche avec son mari. Finalement, ces deux-là finiront avec l'argent sur une île déserte.
Le Commendatore Aldo Petruzzelli, riche homme d'affaires, trompe sa femme Mapi avec des filles. En rejoignant sa famille à Monte-Carlo, il découvre que sa femme s’est entichée de Napoleon, un musicien de rue. Aldo est désespéré. Mapi va lui faire croire que Napoléon est homosexuel et que cette mise en scène était pour le punir de ses frasques. Les époux se promettent fidélité mais en réalité, Napoléon n’est ni gay ni musicien de rue et c'est vraiment l'amant de Mapi. Mais Petruzzelli continue ses frasques.
Don Vittorino, de retour d'un voyage à Lourdes avec quelques paroissiens, est retenu à Monaco, car il se trouve qu’il est le sosie parfait d’un homme qui hante les rêves de la princesse Topazia. Sous la pression du futur mari de la belle, un psychologue qui a déjà soigné un monseigneur et même le pape Jean-Paul II, il accepte de passer pour cet homme afin de tenter d’effacer le rêve récurrent de la princesse.

## Fiche technique
- Réalisation : Sergio Corbucci
- Scénario : Mario Amendola, Sergio Corbucci, Bruno Corbucci, Massimo Franciosa, Gianni Romoli, Bernardino Zapponi
- Producteur : Silvio Clementelli
- Musique : Carmelo et Michelangelo La Bionda
- Montage : Ruggero Mastroianni
- Directeur de la photographie : Sergio D'Offizi
- Genre : Comédie
- Année : 1987
- Durée : 104 minutes
- Pays :  Italie

## Distribution
- Lino Banfi : Petruzzelli
- Laura Antonelli : Mapi
- Paolo Villaggio : Carbone
- Serena Grandi : Dora
- Francesca Dellera : la princesse Topazia
- Renato Pozzetto : Don Vittorino
- Maurizio Fabbri : Napoleon
- Vittorio Caprioli : Monseigneur
- Claudia Gerini : La fille de Petruzzelli
- Maurizio Micheli : Guidobaldo